# يوسف شيمشك
يوسف شيمشك (بالتركية: Yusuf Şimşek)‏ (20 يوليو 1975 في تركيا - ) هو مدرب كرة قدم ولاعب كرة قدم تركي في مركز الوسط. شارك مع منتخب تركيا لكرة القدم. أما مع النوادي، فقد لعب مع بورصا سبور ودنيزلي سبور وعثمانلي سبور وغازي عنتاب سبور وقيصري إيرسيسبور ونادي بشكتاش ونادي فنربخشة وTurgutluspor ‏ ونادي فناربخشه وAkçaabat Sebatspor ‏.

## وصلات خارجية
- يوسف شيمشك على موقع الاتحاد الدولي (مؤرشف)  (الإنجليزية)
- يوسف شيمشك على موقع اتحاد تركيا (لاعب) (الإنجليزية)
- يوسف شيمشك على موقع اتحاد تركيا (مدرب) (الإنجليزية)
- يوسف شيمشك على موقع قاعدة بيانات كرة القدم.إي يو (الإنجليزية)
- يوسف شيمشك على موقع ناشيونال فوتبول تيمز (الإنجليزية)
- يوسف شيمشك على موقع Soccerway.com (الإنجليزية)
- يوسف شيمشك على موقع عالم كرة القدم.نت (الإنجليزية)